# Retablo de la Pureza (patio de Banderas)
El retablo de la Pureza es una obra escultórica religiosa del siglo xvii ubicada en el patio de Banderas, en el barrio Santa Cruz, en Sevilla (Andalucía, España). Encuadrado en la tipología de «retablo público» o «retablo callejero», este es el único dedicado a la Inmaculada Concepción que se conserva en Sevilla junto con el de la Capilla de la Pura y Limpia y el de las gradas de la catedral, si bien este último está presidido por una imagen de la Asunción.

## Historia
La obra está fechada en el último tercio del siglo xvii y se desconoce la identidad del autor, aunque por sus características podría tratarse de una pieza procedente del taller de Pedro Roldán. De acuerdo con una leyenda, Cristóbal Colón, antes de iniciar en 1493 el viaje que lo llevaría a descubrir Puerto Rico y Jamaica (el primero que efectuaba tras el descubrimiento de América), rezó ante el retablo, el cual pasaría a ser conocido como «retablo de Colón». El origen de esta leyenda, nunca confirmada y con toda probabilidad infundada, pudo ser la existencia de un retablo anterior en el mismo lugar que, deteriorado a causa de las inclemencias del tiempo, fue retirado y sustituido por el actual, datado en una fecha muy posterior a la muerte de Colón (se cree a su vez que el retablo primitivo pudo proceder de las dependencias privadas del almirante en el Real Alcázar de Sevilla). Al parecer en el mismo lugar en que se halla el retablo estuvo ubicada una pintura al fresco, actualmente desaparecida, obra de Antonio del Rincón.
Pese a la falsedad de la leyenda, la novelista Fernán Caballero (residente en el n.º 1 del patio de Banderas) hizo uso de esta tradición oral para evitar la desaparición del retablo durante el siglo xix en el marco de la Revolución de 1868, popularmente conocida como «La Gloriosa». Caballero redactó un escrito al Gobierno en el que solicitó la no destrucción de la obra alegando su importancia histórica en base a sus conexiones con Colón, lo que permitió que el retablo fuese respetado.

## Descripción
Ubicado en el interior del arco de entrada al patio de Banderas, en una hornacina en arco carpanel acristalada y con marco de madera, el retablo, de casi dos metros de alto y 2,37 de ancho, es de estilo barroco tardío con policromía dorada y consta de un cuerpo con cinco calles, banco y ático. La calle central contiene un altorrelieve de la Inmaculada y, en el fondo, varios símbolos vinculados a esta advocación mariana en bajorrelieve, como un sol y una luna. La imagen de la Virgen muestra una marcada postura frontal rota por un leve desplazamiento en los pliegues de la túnica así como por la disposición asimétrica del manto, destacando una corona circundada por una aureola con rayos y, a los pies de la talla, un escabel compuesto por una nube decorada con las cabezas de cuatro ángeles, sobresaliendo en los extremos las puntas de una luna creciente. 
En las calles laterales destacan hornacinas aveneradas en arco carpanel con imágenes de bulto redondo de San Joaquín y Santa Ana, ambas sobre ménsulas semicirculares al igual que el relieve de la Inmaculada. Estas hornacinas están enfrentadas debido a que la calle central y las calles que la enmarcan presentan una disposición similar a la de los retablos de tipo cascarón. Por su parte, en las calles de los extremos, en hornacinas aveneradas de medio punto, destacan las imágenes de bulto redondo de San Pedro y San Fernando, este último canonizado y proclamado patrón de Sevilla en la época en que se fecha el retablo. Estas dos hornacinas presentan sobre ellas, en el friso, un rostro en altorrelieve enmarcado por rocalla, mientras que a ambos lados están flanqueadas cada una por columnas salomónicas cubiertas de hojarasca y coronadas por capiteles corintios.
En el banco, directamente bajo cada uno de los cuatro pilares, destacan ménsulas rematadas en su parte inferior con la cabeza alada de un ángel, estando toda la predela cubierta con rocalla al igual que el resto del conjunto. El ático se apoya sobre una cornisa moldurada y escalonada en cuyo centro, enmarcado por un frontón partido curvo, se erige una hornacina presidida por una talla de San José cargando al Niño Jesús en su regazo. Esta hornacina es de medio punto y se apoya sobre capiteles dóricos sustentados por ménsulas, estando los extremos del ático cubiertos de rocalla.

## Restauración
Entre 2020 y 2021 el retablo fue sometido a una labor de restauración por parte de Patrimonio Nacional. Las tareas de reparación, acometidas también en otro retablo del Real Alcázar y con un coste superior a los 36 000 euros, estuvieron destinadas a desinsectar y limpiar la obra de la suciedad que la cubría así como a corregir numerosos defectos, tales como el oscurecimiento de los barnices, las lagunas de policromía, la caída del remate izquierdo y la desaparición de volumen en las imágenes del retablo. Dada la dificultad de trabajar sobre un andamio en una zona de paso tan estrecha, para poder llevar a cabo estas tareas se requirió desmontar la obra, la cual fue restaurada en las propias dependencias del alcázar. También se realizaron labores de conservación en la urna, para lo cual, entre otros trabajos, se retiraron capas de pintura para efectuar un entonado cromático y se instaló un nuevo sistema de iluminación en el exterior dado el riesgo que suponía el anterior, ubicado dentro de la urna (hay constancia de que el retablo se iluminaba ya en la década de 1850).